# 青山英次 (地方公務員)
青山 英次（あおやま ひでじ、1935年7月1日 - ）は、愛知県共済生活協同組合の理事長。元愛知県副知事で、その後も名古屋高速道路公社の理事長や名古屋銀行の社外監査役を歴任した。愛知大学法経学部法学科卒業。瑞宝中綬章受章。

## 経歴
- 1955年6月[1] 愛知県庁に入庁。1992年4月[1] 野村光宏の後任として同総務部長に就任[2]。1994年6月[1] 同職を川口泰晴と交代し同副知事に就任[3]、上飯田連絡線代表取締役社長を兼務[4]。1998年4月[1] 財団法人愛知県中小企業振興公社理事長に就任。1998年9月[1] 名古屋高速道路公社理事長に就任。2002年12月[1] 愛知県共済生活協同組合副理事長に就任。2008年1月[1] 愛知県共済生活協同組合理事長に就任。2008年6月[5] 並行して名古屋銀行社外監査役に就任（2016年6月まで[6]）。

## 栄典
- 2005年 秋の叙勲で瑞宝中綬章を受章